# Carlo Sbordone
Carlo Sbordone (Naples, 23 novembre 1948) est un mathématicien italien, qui traite principalement d'analyse mathématique.

## Biographie
Sbordone est diplômé en mathématiques en 1970 à l'Université de Naples - Frédéric-II, où il est professeur émérite d'analyse mathématique. Il est membre de l'Académie des Lyncéens et président de l'Académie pontanienne.

## Activité scientifique
Les recherches de Carlo Sbordone concernent principalement le domaine du calcul des variations, avec un accent particulier sur les méthodes asymptotiques de représentation et d'approximation des fonctionnelles intégrales, sur la théorie des applications quasi-conformes et leurs applications aux problèmes de régularisation des équations aux dérivées partielles.
Sbordone a fondé une école d'analyse mathématique à Naples qui compte parmi ses membres des mathématiciens du prestige de Nicola Fusco, et qui poursuit et renouvelle, dans les thèmes de recherche abordés - régularité pour les équations aux dérivées partielles, applications quasi-conformes, théorie de la mesure géométrique - et dans la visibilité internationale acquise, la tradition de la recherche classique entreprise par Renato Caccioppoli.
Ses co-auteurs incluent des mathématiciens tels que Haïm Brezis, Gianni Dal Maso (Prix Caccioppoli 1990), Nicola Fusco (Prix Caccioppoli 1994), Tadeusz Iwaniec, Pierre-Louis Lions (Médaille Fields 1994), Paolo Marcellini (it).
Il a été professeur à l'Université Paris VI et à l'Université du Maryland. 

## Principaux résultats
Dans la première phase de sa carrière, Carlo Sbordone traite des questions concernant l'approximation asymptotique des fonctionnelles intégrales du Calcul des Variations, dans le cadre de la théorie de la convergence Gamma fondée par Ennio De Giorgi. Ces recherches aboutissent à une série de résultats qui, d'une part, ont permis d'obtenir les premiers cas de fameux théorèmes de régularité des solutions - voir le théorème de plus grande intégrabilité des minima testé avec Attouch  - et qui, d'autre part, ont permis d'établir avec Paolo Marcellini (en) les premiers résultats généraux d'existence de minima pour les fonctionnelles intégrales vectorielles .
Dans une deuxième phase, les intérêts de Sbordone se concentrent sur les propriétés qualitatives des solutions de problèmes variationnels également à travers l'analyse des propriétés géométriques des applications quasi-conformes. Dans ce sens il obtient avec Nicola Fusco un remarquable théorème de plus grande intégrabilité pour les minima de fonctionnelles à croissance générale  et il produit une série de travaux en collaboration avec Tadeusz Iwaniec. En particulier, dans un article  avec Iwaniec en 1994, une preuve synthétique de la rigidité de la décomposition de Hodge pour des perturbations de type puissance est donnée, qui trouve alors des applications importantes dans la régularité des solutions dites très faibles de équations ; en 2001, toujours en collaboration avec Iwaniec, la notion de champ quasi-harmonique est introduite, qui permet de donner un cadre unifié à une série de résultats de régularité en théorie géométrique des fonctions et des équations aux dérivées partielles . Cette théorie a valu aux auteurs le prix des Annales de l'Institut Henri Poincaré pour l'année 2002.

## Prix et distinctions
L'activité scientifique de Carlo Sbordone a été récompensée par plusieurs distinctions. Sbordone est membre correspondant de l'Accademia dei Lincei pour la classe des sciences physiques. Il est également membre élu, pour le triennat 2012-2015, de la Commission scientifique de l'Union mathématique italienne (UMI), dont il a été président de 2000 à 2006. En 2000, il a reçu le Prix mathématique de l'Académie italienne des sciences de l'Académie italienne des sciences, tandis qu'en 2002, il a remporté le prix des Annales Institut Henri Poincaré. En 2009, il a reçu le prix "Guido Dorso" pour la culture.

## Publications
- Analisi Matematica Uno, Liguori Editore Naples 1998 (avec Paolo Marcellini ),  (ISBN 978-88-207-2819-9).
- Analisi Matematica Due, Liguori Editore Naples 1996 (avec Nicola Fusco et Paolo Marcellini),  (ISBN 978-88-207-2675-1).
- Elementi di Analisi Matematica Due, Liguori Editore Napoli 2001 (avec Nicola Fusco et Paolo Marcellini),  (ISBN 978-88-207-3137-3).
- avec Haïm Brezis et Nicola Fusco : "Integrability for the Jacobian of orientation preserving mappings"  dans Journal of Functional Analysis, vol 115, N° 2, pp. 424–431, DOI 10.1006/jfan.1993.1098 (1993).
- avec Nicola Fusco et Pierre-Louis Lions : "Sobolev imbedding theorems in borderline cases" in Proceedings of the American Mathematical Society vol 124, pp. 561–565 (1996), JSTOR:2161374.
- Su alcune applicazioni di un tipo di convergenza variazionale. In: Annali della Scuola Normale Superiore di Pisa. Classe di Scienze. Série 4, vol 2, n°4, 1975, pp. 617–638, (online).
- avec Antonio Ambrosetti : Γ-convergenza e G-convergenza per problemi non lineari di tipo ellittico. In: Bollettino della Unione Matematica Italiana. Sezione A: La Matematica nella Società e nella Cultura. Série 5, vol 13,  (ISSN 0392-4033), pp. 352–362.
- Sur une limite d'intégrales polynomiales du calcul des variations. In: Journal de Mathématiques Pures et Appliquées. vol 56, 1977,  (ISSN 0021-7824), pp. 67–77.
- avec Hedy Attouch: Asymptotic limits for perturbed functionals of calculus of variations. In: Ricerche di Matematica. vol 29, n°1, 1980,  (ISSN 0035-5038), pp. 85–124.
- avec Paolo Marcellini: On the existence of minima of multiple integrals of the calculus of variations. In: Journal de Mathématiques Pures et Appliquées. vol 62, 1983, pp. 1–9.
- avec Nicola Fusco : Higher integrability of the gradient of minimizers of functionals with nonstandard growth conditions. In: Communications on Pure and Applied Mathematics. vol 43, n°5, 1990, pp. 673–683, DOI 10.1002/cpa.3160430505.
- avec Tadeusz Iwaniec : On the integrability of the Jacobian under minimal hypotheses. In: Archive for Rational Mechanics and Analysis. vol 119, n°2, 1992, pp. 129–143, DOI 10.1007/BF00375119.
- avec Tadeusz Iwaniec: Weak minima of variational integrals. In: Journal für die reine und angewandte Mathematik. vol 454, 1994, pp. 143–161, (Digitalisat).
- avec Tadeusz Iwaniec: Quasiharmonic fields. In: Annales de l'Institut Henri Poincaré. Non Linear Analysis. vol 18, n°5, 2001, pp. 519–572, DOI 10.1016/S0294-1449(00)00058-5.